# S-Mode 3
Az S-Mode #3 Okui Maszami 3. válogatásalbuma, mely 2005. február 23-án jelent meg a King Records kiadó gondozásában.

## Információk
- A két CD-n az 1999-2003 között megjelent 19-32. kislemezek dalai hallhatóak
- A második CD-n hallható Transmigration dalt az énekesnő írta, de eredetileg Mizuki Nana énekelte fel.
- Az album a hetvenhatodik helyre került fel a japán lemezeladási listán, és három hétig szerepelt rajta.

## Dalok listája

### CD1
1. Tensi no kjúszoku (天使の休息?) 3:52
2. Labyrinth 3:58
3. Toki ni ai va (時に愛は?) 4:12
4. Szore va tocuzen jatte kuru (それは突然やってくる?) 4:13
5. Only One, No. 1 3:52
6. Over the End 4:58
7. Turning Point 5:39
8. Cutie 4:36
9. Just Do It 4:14
10. Szora ni kakeru hasi (空にかける橋?) 5:26
11. Megami ni naritai (For a Yours) (女神になりたい ～for a yours～?) 4:31
12. Shuffle 5:23
13. Deportation (But Never Too Late) 4:15
14. Happy Place 4:14
15. Second Impact 3:56

### CD2
1. Rururu (ルルル?) 4:15
2. Eternal Promise (Deck Version) 5:45
3. Moon 4:53
4. Chaos 5:44
5. I’d Love You to Touch Me 5:54
6. Ano hi no gogo (あの日の午後?) 4:33
7. Dzsónecu (情熱?) 5:36
8. Iivake (いいわけ?) 4:42
9. Pure 4:44
10. Message 4:56
11. Transmigration 5:09
  - Eredeti előadó: Mizuki Nana